# Moritz Krume
Moritz Krume (* 18. Januar 1994 in Remscheid) ist ein deutscher Basketballspieler. Krume wurde in den Nachwuchsmannschaften des Erstligisten Phoenix Hagen ausgebildet, für deren Herrenmannschaft er in der höchsten deutschen Spielklasse ab der Basketball-Bundesliga 2012/13 auch Einsätze erhielt. Zudem spielte er mit Doppellizenz ab 2014 für die Iserlohn Kangaroos in der dritthöchsten Spielklasse 2. Bundesliga ProB.

## Karriere
Nachdem Krume in der Premierensaison der Jugend-Basketball-Bundesliga (JBBL) zusammen mit unter anderem Sören Fritze für den BBV Hagen, den Nachfolgeverein von Brandt Hagen, gespielt hatte, ging er 2010 für ein Schuljahr an die Academy of the Pacific in Honolulu auf Hawaii in den Vereinigten Staaten. Nach seiner Rückkehr schloss er sich der Nachwuchsmannschaft des Erstligisten Phoenix Hagen in der Nachwuchs-Basketball-Bundesliga (NBBL) an, der die Nachwuchsspieler aus dem Raum Hagen in seiner NBBL-Mannschaft unter der Leitung von Krumes Jugendtrainer Falk Möller gebündelt hatte. Zweimal hintereinander erreichte man das Finalturnier der NBBL; 2012 verlor man etwas überraschend das Halbfinale vor heimischem Publikum gegen den Nachwuchs des Erstligisten Eisbären Bremerhaven und ein Jahr später verlor man in Bamberg im Halbfinale gegen den Titelverteidiger und Gastgeber TSV Tröster Breitengüßbach.
Nach der Rückkehr aus Hawaii trat Krume mit Doppellizenz auch bei den Herren in der vierthöchsten Spielklasse 1. Regionalliga West für den ehemaligen Erstligisten FC Schalke 04 an. Die Schalker verpassten jedoch den angestrebten Aufstieg 2012 und Krume spielte in der Folge für die Erstliga-Reserve von Phoenix bei der BG Hagen in derselben Spielklasse. Gleichfalls kooperierte Phoenix mit dem ehemaligen Zweitligisten TuS Iserlohn als Farmteam, dem unter Trainer Matthias Grothe, langjähriger Mannschaftskapitän von Phoenix, 2014 tatsächlich der Aufstieg und die Rückkehr in die 2. Basketball-Bundesliga gelang. In der dritthöchsten Spielklasse ProB 2014/15, die zur zweiten Liga gehört, war nunmehr auch Moritz Krume mit Doppellizenz im Kader der NOMA Kangaroos, wie der Name der ersten Herrenmannschaft der Iserlohner offiziell lautete. Als Aufsteiger erreichte man den ersten Hauptrundenplatz in der Gruppe Süd und schied in den Play-offs um den Aufstieg in der Halbfinalserie gegen den Nord-Dritten SC Rist Wedel aus. Krume konnte zum Saisonende hin seine Spielanteile steigern und hatte seine Saisonbestleistung in dieser Spielklasse mit 17 Punkten beim Auswärtssieg in der Viertelfinalserie gegen die Dresden Titans. Für die Erstligamannschaft von Phoenix Hagen hatte Krume dank der Doppellizenz sein Debüt in der höchsten Spielklasse bereits im Oktober 2013 gegeben. Nach 13 Kurzeinsätzen in der Basketball-Bundesliga 2013/14 konnte Krume seine Einsatzzeiten auf durchschnittlich knapp sechs Minuten pro Spiel in 18 Einsätzen in der Saison 2014/15 geringfügig steigern, wobei er immerhin zweimal der Starting Five angehörte.
Zur Saison 2016/17 zog sich Krume aus dem Profibereich in die erste Regionalliga zurück und schloss sich der BG Hagen an. Gleichzeitig nahm er ein Studium auf. Während der Sommerpause 2018 wurde er von den EN Baskets Schwelm (2. Bundesliga ProB) verpflichtet. 2020 schloss er sich dem Regionalligisten BSG Grevenbroich an.